# Espaillat (prowincja)
Espaillat – jedna z 32 prowincji Dominikany. Stolicą prowincji jest miasto Moca.

## Opis
Prowincja położona na północy Dominikany, zajmuje powierzchnię 843 km² i liczy 231 938 mieszkańców 1 grudnia 2010.

## Gminy
| Lp.     | Gmina             | Liczba ludności (2010) | Powierzchnia (km²) |
| ------- | ----------------- | ---------------------- | ------------------ |
| 1       | Cayetano Germosén | 6 911                  | 17,9               |
| 2       | Gaspar Hernández  | 37 378                 | 371                |
| 3       | Jamao al Norte    | 7 820                  | 114                |
| 4       | Moca              | 179 829                | 340                |
| Łącznie |                   | 231 938                | 843                |